# Nina Pinzarrone
Nina Pinzarrone (Brussel, 24 november 2006) is een Belgisch kunstschaatsster met Italiaans-Spaanse roots. Ze werd op de Europese kampioenschappen van 2024 en 2025 tweemaal derde.

## Levensloop
Nina Pinzarrone heeft een Belgische moeder en een Italiaans-Spaanse vader, afkomstig uit Sicilië. In navolging van haar twee jaar oudere zus begon de kleine Nina op vierjarige leeftijd met kunstschaatsen op schaatsbaan Poseidon in Sint-Lambrechts-Woluwe. Later verplaatste ze haar activiteiten naar IJsbaan Leuven en vervolgens (in het spoor van haar coach Ansje Bocklandt) naar Antarctica in Wilrijk.
Pinzarrone kreeg een maandelijkse onkostenvergoeding van Sport Vlaanderen en bijkomende ondersteuning vanuit Be Gold, een Belgisch steunproject voor jonge sporters. In 2025 gaf Sport Vlaanderen haar een volwaardig topsportcontract. Haar hoofddoelen op de lange termijn zijn deelnames aan de Olympische Winterspelen van 2026 en 2030. 

### Seizoen 2018/2019
Op het Belgisch Nationaal Kampioenschap voor Dames Nieuwelingen werd ze op 16 november 2018 tweede.

### Seizoen 2021/2022
Dit seizoen nam ze deel aan vier evenementen:
- Wereldkampioenschap Junioren voor Individueel Dames (17/04/2022): 11de plaats
- Challenge Cup voor Dames Junioren (27/02/2022): 7de plaats
- ISU Grand Prix Junioren in Ljubljana (Individueel Dames) (25/09/2021): 5de plaats
- ISU Grand Prix Junioren in Courchevel II (Individueel Dames) (27/08/2021): 6de plaats

### Seizoen 2022/2023
In augustus 2022 had Pinzarrone last van een dubbele stressfractuur aan de rechterheup. Ze mocht tijdens haar revalidatie twee maanden niet meer schaatsen of wandelen, en was zelfs tijdelijk tot de rolstoel veroordeeld. In januari 2023 haalde Pinzarrone op 16-jarige leeftijd de vijfde plaats op de Europese kampioenschappen in Finland met een totaal van 185.92 punten. De kunstschaatsster kreeg in de korte kür 61.35 punten en in de vrije kür 124.57 punten. In maart 2023 in Japan eindigde Pinzarrone op haar eerste wereldkampioenschap op de elfde plaats met 191,78 punten.

### Seizoen 2023/2024
Op 4 november 2023 haalde ze met een totaalscore van 198,90 punten een zilveren medaille bij haar debuut in het Grand Prix-circuit kunstschaatsen. In het Franse Angers haalde ze op de korte kür 65,74 punten en op de vrije kür 133,06 punten, beide resultaten een nieuw persoonlijk record.
Op de Europese kampioenschappen kunstschaatsen van 2024 in het Litouwse Kaunas won Pinzarrone de bronzen medaille. Haar punten op de korte kür 69.70 punten en op de vrije kür 132.79 punten.

## Galerij

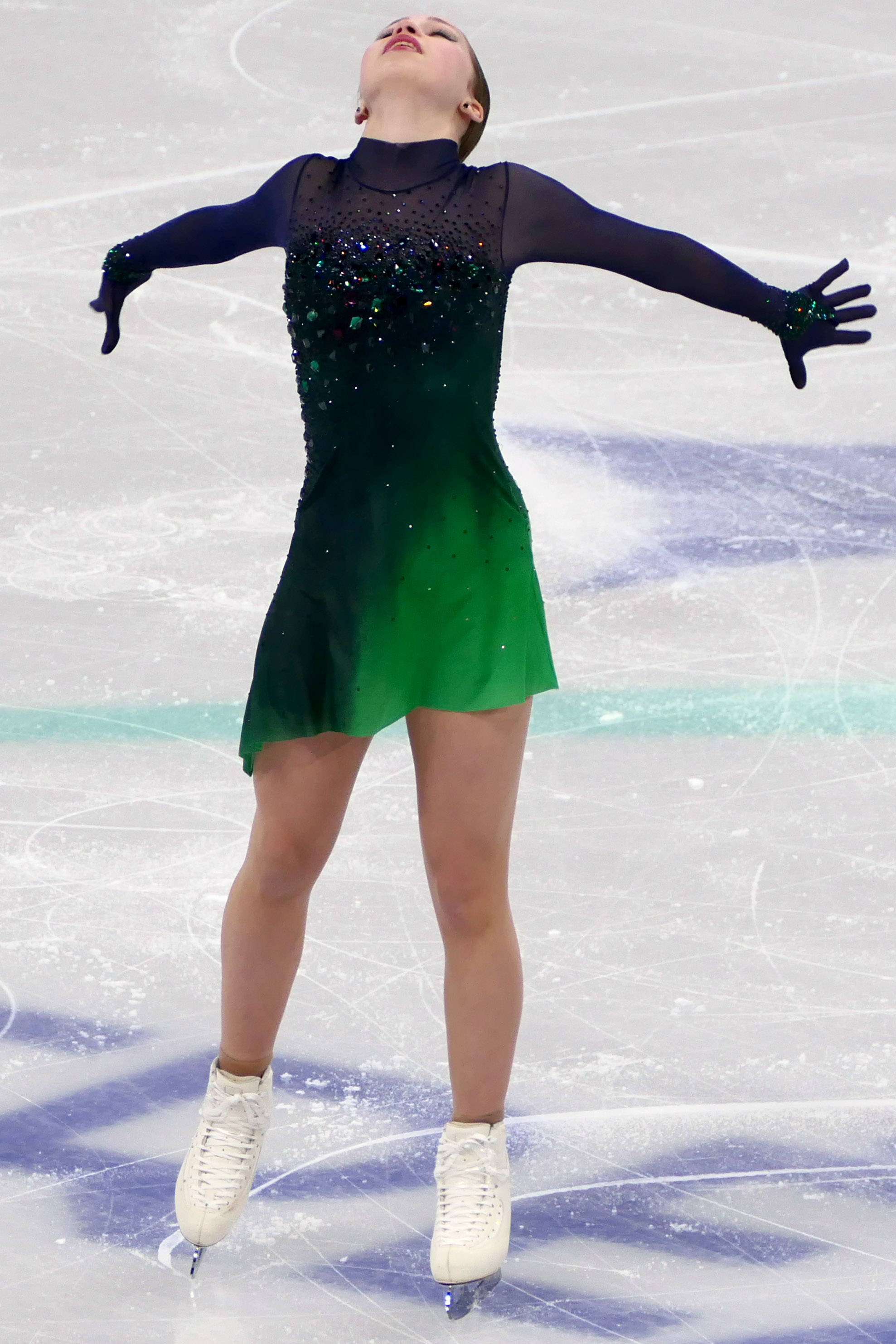
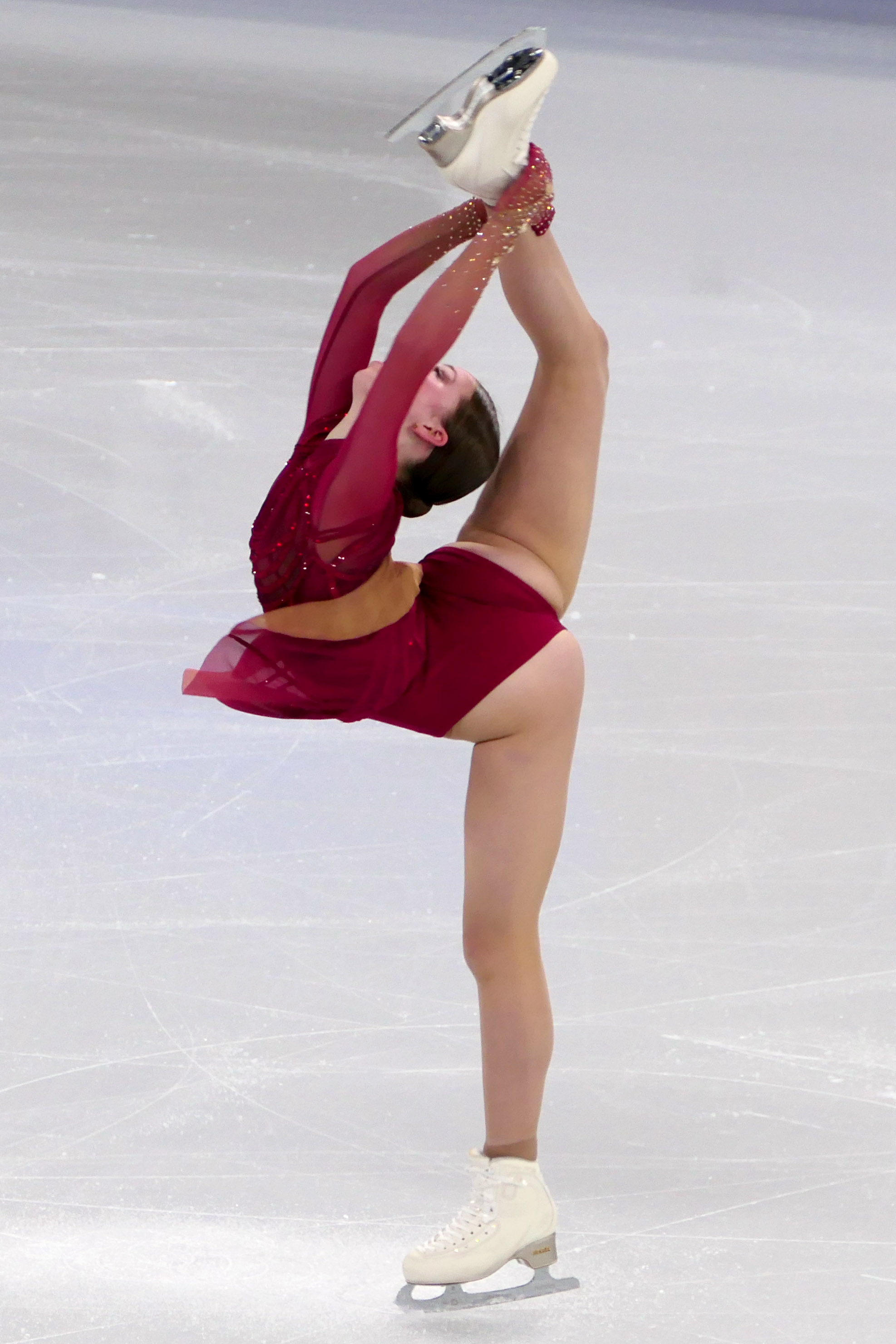
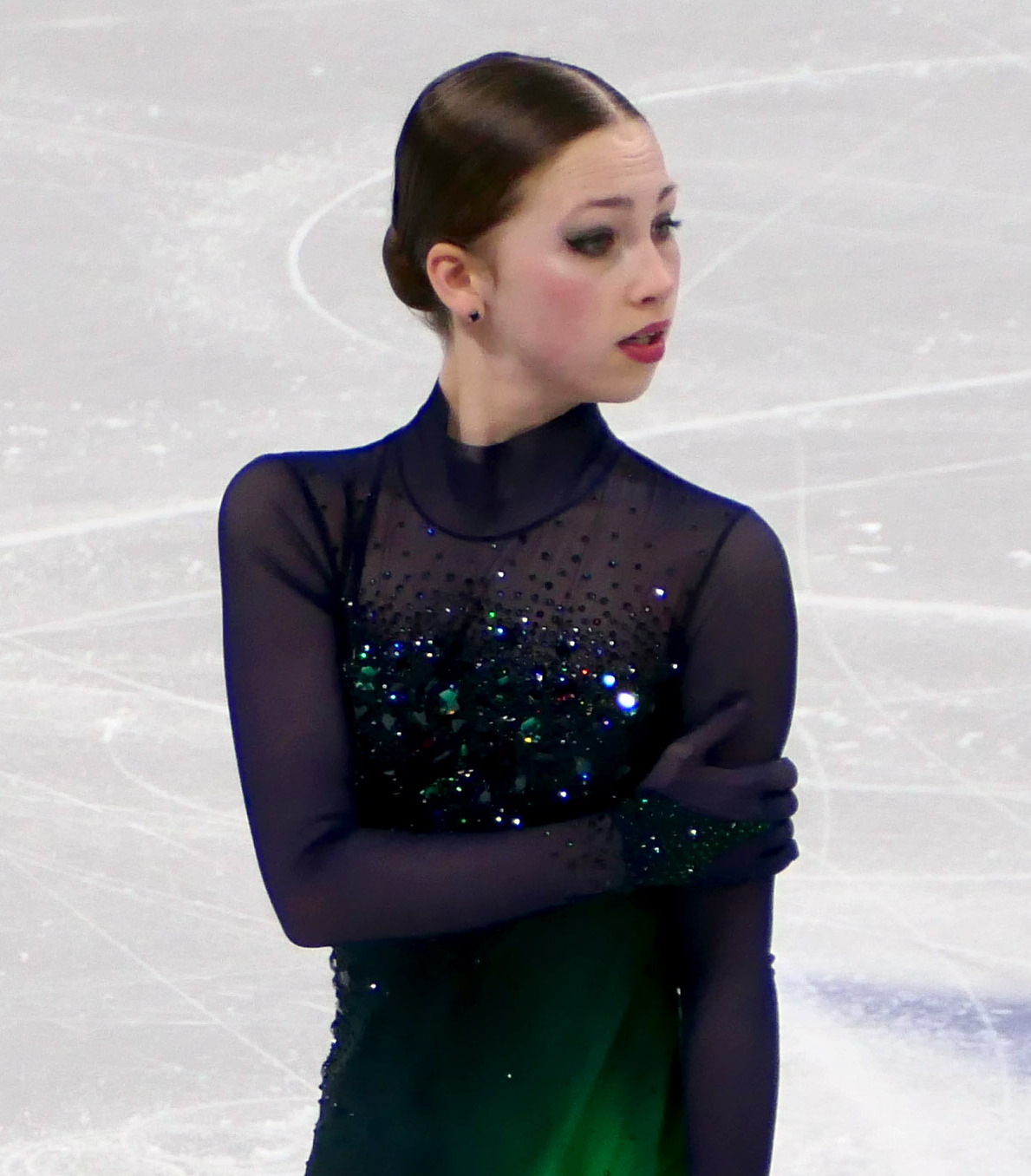

### Seizoen 2024/2025
Op de Europese kampioenschappen kunstschaatsen van 2025 in het Estse Tallinn won Pinzarrone opnieuw de bronzen medaille. Ze kreeg op de korte kür 66.80 punten en op de vrije kür 124.64 punten. Op het WK kunstschaatsen in het Amerikaanse Boston haalde zij met een totaal 199,43 punten - korte kur: 67,74 en vrije kür: 131,69 - de zevende plaats, waardoor ze zich verzekerde van deelname aan de Olympische Winterspelen van 2026 in Italië.

## Persoonlijke records
Behaald tijdens ISU-wedstrijden. 
|                     | punten | toernooi                       |
| ------------------- | ------ | ------------------------------ |
| Hoogste totaalscore | 202.29 | 2024 Europese kampioenschappen |
| Hoogste korte kür   | 069.70 | 2024 Europese kampioenschappen |
| Hoogste lange kür   | 133.06 | 2023 Grand Prix de France      |

## Belangrijke resultaten
| Kampioenschap           | 19/20 | 20/21 | 21/22 | 22/23         | 23/24         | 24/25         |
| ----------------------- | ----- | ----- | ----- | ------------- | ------------- | ------------- |
| Wereldkampioenschap     |       |       |       | 11e           | 15e           | 7e            |
| Europees kampioenschap  |       |       |       | 5e            | Brons         | Brons         |
| Grand Prix-finale       |       |       |       |               | 4e            |               |
| Nationaal kampioenschap |       |       |       |               | Goud          | Goud          |
| WK junioren             |       |       | 11e   | geen deelname | geen deelname | geen deelname |
| NK junioren             | Goud  |       | Goud  | geen deelname | geen deelname | geen deelname |